# 石火矢町ふるさと村

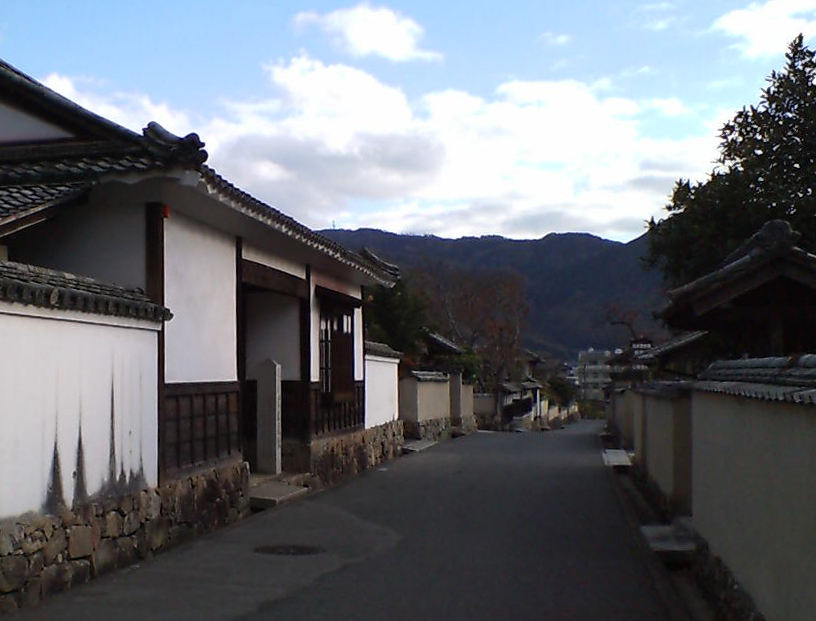
石火矢町の町並み

石火矢町ふるさと村（いしびやちょうふるさとむら）は岡山県高梁市にある岡山県指定ふるさと村の1つ。約250メートルの坂道沿いに現在も旧武家屋敷や土塀がよく残り、屋敷地の景観を今に伝えている。

## 概要
現在の石火矢町は江戸時代の初期、備中松山藩初代藩主池田長幸の時代の城下町拡張に伴って家臣の屋敷地として整備されたのが始まりとされる。江戸時代には上ノ中丁と呼ばれ、中級武士の屋敷が建ち並んでいた。明治7年（1874年）、上ノ中丁を石火矢町に改める。昭和49年（1974年）12月、屋敷地の景観を良く残していたことから岡山県より石火矢町の町並み550メートル、9ヘクタールが石火矢町ふるさと村として指定され、以降現存する旧武家屋敷を利用した資料館を設けるなど整備が行われている。

## 武家屋敷
石火矢町ふるさと村では旧武家屋敷二軒を高梁市が買収、復元整備し一般に公開している。入館料は大人400円で共通。
旧折井家
元は幕末に160石取りであった折井家の屋敷で、江戸時代に建てられた母屋と長屋門が残る。母屋は天保年間に建てられたとされる。中庭の池や庭石、踏み石などもほぼ昔のまま残されている。庭に面して資料館が設けられている。
旧埴原（はいばら）家
元は150石取りであった埴原家の屋敷。母屋は江戸時代中期から後期に建てられたとされる。建物に寺院建築風の装飾や数寄屋風の要素が見られるなど、当地の武家屋敷としては豪華なつくりであるのが特徴。市の重要文化財にも指定されている。同家離れの一階を利用し、幕末に備中松山藩で活躍した藩政改革者山田方谷にまつわる資料を展示する資料室が設けられている。

## 交通アクセス
- JR西日本 備中高梁駅より徒歩20分。
- 岡山自動車道 賀陽ICより車で20分。駐車場有。

## その他
同地区では映画男はつらいよシリーズの第8作「男はつらいよ 寅次郎恋歌」と第32作「男はつらいよ 口笛を吹く寅次郎」の撮影が行われ、地区内にある岡村家が主人公車寅次郎の義弟諏訪博の実家として登場している。なお、この岡村家の門については元々現在の場所にあったものではなく、市内元町の本陣佐福屋の門を移築したものである。